# 北斗が如く
『北斗が如く』（ほくとがごとく、英題：Fist of the North Star: Lost Paradise）は、セガゲームスより2018年3月8日に発売されたPlayStation 4用ゲームソフト。
キャッチコピーは「「北斗」の常識を、ぶち壊す。」。

## 概要
『北斗の拳』の世界観をモチーフとして『龍が如く』のシステムを融合させた両作品のコラボレーション作品であり、冒頭のケンシロウとシンの戦い以降は原作のパラレルワールドとなるオリジナルストーリーが展開される。
『龍が如く6 命の詩。』の開発時に企画が始まっており、本作の開発時にはドラゴンエンジンが完成前だったため、本作では『龍が如く0 誓いの場所』および『龍が如く 極』で使用されたエンジンを本作に合わせて調整したものが使用されている。
ノース・スターズ・ピクチャーズ側から、「ケンシロウは歌わない」、「ユリア以外の女性は口説かない」といった要望があったため、本作には龍が如くシリーズで恒例のカラオケは登場せず、ナイトクラブにも客としては行けない。一方、龍が如くシリーズ恒例のDLCは本作にも登場する。
日本国外では日本語音声に加え英語音声が追加された北米・欧州版が2018年10月2日に発売された。

## ストーリー
シンとの決戦後、死んだとされたユリアの手がかりを求めてエデンを訪れたケンシロウは、その門前で無法者を倒していたところを衛兵隊長のジャグレに捕らえられ、地下牢に投獄される。そこから脱獄する際、出会ったエデンの住民の女に人を探すためであることを伝えると、エデンのコロセウムで月に一度行われる罪人たちによる殺し合いのショー・囚人闘技で優勝するように言われ、ケンシロウは地下牢へ戻る。
その翌日、囚人闘技にて圧倒的な力で罪人たちを始末していくケンシロウは、最後の相手として現れたデビルリバースを倒す。その後、脱獄の際に出会った指導者の女に何を望むのか問われたケンシロウは、エデンにいるというユリアに会いたいことを伝えた。

## 登場人物
龍が如くシリーズのスタッフが制作していることもあり、原作キャラクターを含めた登場人物の多くは龍が如くシリーズに参加したことがある声優がキャスティングされている（参考として、その声優が龍が如くシリーズで演じている人物名も右に記載）。

### 原作キャラクター
ケンシロウ
声 - 黒田崇矢（桐生一馬）
本作の主人公。北斗神拳伝承者。
ユリアを取り戻すため、シンと戦い勝利するが、ユリアが死んだことを聞かされ、その後は当てのない放浪を続けていたが、ある街でユリアが生きていることを聞かされ救い出すため、エデンへと乗り込む。タルーガに勝利した後は核ミサイルの発射を阻止するためにユリアと共に死ぬことを決意するが寸前でナダイがシェルターに2人を押し込み助けたことで生存する。全てが終わった後はユリアと共にバギーで旅に出る。
世紀末プレミアムエディションの特典で外見を桐生一馬に変更することができる。
ユリア
声 - 久川綾（吉野太夫、狭山薫〈『極2』〉）
ケンシロウがただ一人愛する女にして、南斗六聖拳「南斗最後の将」。
シンの居城より身を投げて重傷を負った際、リハクらによってエデンへと担ぎ込まれ、スフィア・シティの奇跡の間へと自ら辿り着いて眠りに就いていた。奇跡の間の力で傷は癒えたものの、ユリアが中に入ると同時にスフィア・シティの扉は固く閉ざされ、誰にも起こされることが無いまま長い間眠り続けている。実は核ミサイル発射施設であったスフィア・シティはユリアの眠りと同時にミサイル発射のエネルギーのチャージが始まっており、やがてユリアの目覚めを合図として核ミサイルが発射される状態にまで陥り、発射阻止のためにはユリアを殺すしかなくなってしまう。タルーガを倒したケンシロウによって目覚めされられ、同時に防衛システムを起動したことで「俺と一緒に死んでくれ」という彼の頼みを聞き入れる。しかし直後にナダイによってシェルターのポッドに押し込まれたことでケンシロウ共々生存し、彼と共にバギーで旅に出る。
シン
声 - 中谷一博（錦山彰、春日一番）
南斗孤鷲拳の伝承者。
ケンシロウの胸に七つの傷を付け、ユリアを奪った男。サザンクロスに乗り込んだケンシロウに敗北し、ユリアはこの世にいないと言い残して命を落とした。
トキ
声 - 咲野俊介（柏木修）
北斗4兄弟の次男。ケンシロウとの接触を恐れたラオウによりカサンドラ監獄へ幽閉されていた。ケンシロウにより解放された後は時間を稼ぐために敢えてカサンドラに残り、ケンシロウに拳の極意を伝授してくれる。
レイ
声 - 森川智之（品田辰雄）
南斗水鳥拳の伝承者。
両親の仇を討ち妹アイリを助け出すため、旅を続けてエデンに辿り着いた。誤解などから一度はケンシロウと決闘に至ってしまうが、真実を知りアイリの視力を回復させてもらって以降はケンシロウと協力するようになる。仇敵ジャギと対峙するもののアイリを盾にされ攻撃もできず自身も捕らえられて人質にされてしまうが、ナダイの手で解放され自らの手でジャギを倒して仇を討った。全ての目的を果たした後は再会を約束してエデンから去っていった。その後、サイドミッションでアイリと共に再登場し、マミヤの村の用心棒を引き受けることになる。
アイリ
声 - 白石涼子（真田まい、沙耶〈『極』〉）
レイの妹。両親を殺害され、自身も誘拐され、絶望したことから目を薬でつぶしたが、ケンシロウの北斗神拳により、視力が戻った。
ラオウ
声 - 岩崎征実（郷田龍司）
北斗4兄弟の長男。スフィア・シティを発見し、その正体に気付くと共に管理を配下であるナダイに任せている。またユリアから南斗の奥義を聞き出すために飛び降りた際に重傷を負った彼女を奇跡の間で回復させるように指示した。後にユリアを連れ出すべくエデンへと現れるが、キサナからナダイが死亡したと聞かされると南斗の奥義を諦めて核ミサイル発射阻止のためにユリアを殺害しようとする。しかしケンシロウからナダイが生きていること、その場所を知りたければ戦うよう言われ拳を交えるが、格下と侮っていたケンシロウに一度膝を付かされる。余力はあったが、ケンシロウが最強の北斗になり北斗究極奥義を得ることを期待して勝負を預け去っていった。彼の目的は全ての拳を知り超えることで頂点に立つことであり、南斗と北斗の究極奥義すらも己の拳で粉砕する野望を秘めている。
リハク
声 - 山路和弘（伊達真）
南斗五車星の一人。エデンで診療所を営業している。ジャグレが凶王の拳で変調した際はカサンドラに医者（トキ）が幽閉されていることを教え、自身も同行する。
また、同じ南斗五車星のヒューイやシュレンに指示してレイの妹アイリを探させる一方で、レイに「エデンに胸に七つの傷を持つ男がいる」とリークしてケンシロウと戦うよう仕向ける。その真意は、ケンシロウが一度シンに敗れユリアを奪われたことから同じ南斗聖拳の使い手であるレイと戦わせ、真にユリアを託すに値する男かを見極めるためであった。レイとの戦いぶりからユリアを託すに値すると考え、レイにアイリを引き合わせて戦いを止める。その後はケンシロウたちに真意を明かしエデンを去っていった。
サウザー
声 - 東地宏樹（森永悠）
聖帝と称する南斗鳳凰拳の伝承者。
軍を率いてエデンを制圧しようと侵攻して来た。ケンシロウに北斗神拳が通用しない秘密を見破られたことで敗北し兵隊も壊滅状態となり、これ以上の争いは無意味とリハクたちに促され捨て台詞を吐いてエデンから去っていった。
ジャギ
声 - 宇垣秀成（真島吾朗）
北斗4兄弟の三男。
ケンシロウが伝承者に選ばれたことに納得がいかず彼を殺そうとするが、逆に返り討ちとなって顔を破壊されてしまう。それ以降ケンシロウの名を騙って悪行を繰り返すようになる。レイの家族を殺害して彼の妹アイリを誘拐した張本人でもある。
復讐のためエデンに乗り込みタルーガと手を組んでケンシロウを抹殺しようとした。身代わりを用意する、レイ兄妹を人質に取ると言った卑劣な手段でケンシロウを苦戦させるが、ナダイの手で人質を解放されると一気に追い詰められ手を組んだはずのタルーガにも見限られて、最後はレイの手で切り裂かれて命を落とす。
ウイグル
声 - 楠見尚己（嶋野太、中嶋洋太郎）
トキが幽閉されていたカサンドラ監獄の獄長。ケンシロウに倒され死亡した。
バット
声 - 宮坂俊蔵（太一）
ケンシロウを慕う少年。
シンとの決闘前に別れた後、紆余曲折を経てエデンに辿り着きケンシロウと再会する。ある事情から移動手段が必要になったケンシロウたちに協力するため、車の調達に奮闘する。
機械の知識がありバギーを入手した後は、バットに話しかければ荒野への出発やカスタマイズなどができるようになる。
リン
声 - 釘宮理恵（澤村遥）
ケンシロウを慕う少女。
原作のようにケンシロウを追いかけて来る訳ではなく、住んでいた村の再興を手助けするため、エデンのプーリエが運営する「探し物屋」と呼ばれる店で働いていた所をケンシロウと偶然再会する。店番をしていた所でケンシロウと再会し、事情を知ったことからケンシロウが「探し物屋」を手伝うこととなる。プーリエの助言から「女を磨く」ためにお洒落を始め、商品の調達によって好感度が上がる度に服を新調してはケンシロウに披露するようになる。しかし最終的に濃く化粧をしたり、派手な装飾を着飾るなど行き過ぎてしまい、バットとの一悶着を経てお洒落を始めた頃の格好に戻った。
デビルリバース
別名「悪魔の化身（デビルリバース）」と呼ばれる囚人。本作ではエデンの監獄の最下層にある地獄房と呼ばれる牢獄に幽閉されている設定で、囚人闘技の参加者に最後に立ちはだかる処刑人でもある。ケンシロウに敗北後はしばらく療養を余儀なくされたが、原作と違って死亡しない。
サウザー襲撃後の復興作業ではその巨体と怪力を活かして作業に協力した。
マミヤ
声 - 川庄美雪（浮世）
女戦士。
野党から村を守るため、協力してくれる戦士を集めにエデン近くの鬼憑き村で、ユリア目撃情報を聞きつけたレイとアイリと共にケンシロウに出会った。鬼憑き村を自分たちのモノにしようと企んだ野党たちを退治した2人を見て用心棒を懇願した。ケンシロウは固辞したが、レイは自分たちの村に向かう途中にあることから、アイリの休息も兼ねて用心棒を引き受けることとなった。
サイドミッションでのみ登場し、本編には絡まない。

### オリジナルキャラクター
キサナ
声 - 沢城みゆき（マキムラマコト）
エデンのリーダー。才色兼備の女性であり、ケンシロウを一目見ただけで資質を見抜いた慧眼を持つ。常に周囲の人間を考えて行動する人柄の持ち主で、周りからは「聖女」と呼ばれ、厚い信頼を寄せられている。信頼しているケンシロウだけを贔屓せず、（ケンシロウに関することで）訳ありと判断したレイの話にも耳を傾けるなど、公正な面もある。普段は教会を改築したカテドラルで政務を行い住民の問題解決に努めている。後述の父、ナダイを誤解から剣で突き刺し訣別した過去を持つ。彼女もまた父同様にラオウの配下であり、ユリアをスフィア・シティの奇跡の間に通したのもその指示によるもの。酒に弱い上にかなりの酒乱。
終盤、ユリアの殺害に向かう父を説得するべくスフィア・シティで対峙する。直後に真の目的を明かしたジャグレに人質に取られるが、彼に本当に愛されていたために殺されずに済んだ。事件後も「聖女」としてエデンを統治していく。
ジャグレ
声 - 三宅健太（ユウヤ）
エデン衛兵隊長。両親は既に亡くなっている。三年前に衛兵となり現在の地位に至った。悪漢のような風貌で口調も粗野だが、街の人々を常に気に掛けており部下への面倒見も良いため、誰からも慕われている。キサナとはエデン創設時からの付き合いで、彼女に対して恋心を抱いている模様。
ケンシロウがエデンに来た当初、北斗神拳を使う拳士だったことから警戒しており、彼が囚人闘技で優勝してエデンの中で自由を勝ち取ったあとも近くで監視を続けるほどだった。しかし街の人々のために力を尽くし、凶王の技に倒れ命の危機に陥った自身を救ってからは考えを改めるようになり、自身が衛兵隊長を務める兵舎に招き入れて、指名手配されている賞金首の退治を依頼したり、個人的な相談を持ちかけたりなど、ケンシロウに対して信頼感を強め、相棒と呼ぶほどの親しい仲になった。
実はタルーガの仲間であり、タルーガやライラと共に、親の仇であるナダイを復讐のために探していた。衛兵隊長になったのもその情報を得るためである。終盤、正体を明かしてキサナを人質に取るが、ナダイから非があったのは父の方だったことを聞かされながらも復讐を諦めず、タルーガにキサナを殺すように指示されるが、彼女を本心から愛していたために殺すことができなかった。そのため、タルーガに見限られ撃たれてしまうが生存し、全てが終わった後は再び衛兵隊長に戻る。
ライラ
声 - 久川綾（吉野太夫、狭山薫〈『極2』〉）
キサナの親友でもあり、ナイトクラブの支配人を務めるエデンの夜の仕切り役。勝ち気な性格だが聡明さと判断力を合わせ持ち、女性陣からの信頼は厚い。彼女も相当な酒乱である（キサナと違って強い方だが、飲み過ぎると途端に暴走する）。
しかしジャグレと同様にタルーガの仲間であり彼女もまたナダイに家族を殺されている。終盤、ジャグレたちと共に正体を現し、ナダイを人質に取ったものの、ジャグレが撃たれて動揺した所を自身もタルーガに撃たれてしまう。エピローグにも登場せず、最終的な生死は不明（同様に撃たれたジャグレやナダイと違って意識は無く床に横たえられていた）。
タルーガ
声 - 中村悠一（ハン・ジュンギ）
凶王軍のナンバー2で拳銃使い。その目的は家族を殺したナダイへの復讐を果たすことで、ナダイの居場所を探る目的で凶王軍に入り従っていたが、その凶王がナダイ本人であることには長らく気付かなかった。しかしナダイがジャギからアイリを助けた際にその凶王の正体に気付く。最終戦争に参加しておりその際に体の半分を失っており体の半分が機械になっていて秘孔は効かないが、それ故に電撃が弱点であり生命力を電撃に変換できるナダイにスフィア・シティの扉を開かせたうえで彼とケンシロウと戦わせ、共倒れさせることを目論んでいる。
実はジャグレ、ライラと違って真の目的は復讐ではなく、核の炎で人類を滅ぼし新しい世界の神となることである。スフィア・シティへの扉が開かれ、ナダイがケンシロウと激突した隙を突いて本性を表し、キサナを殺せなかったジャグレとライラを撃ち、自身は部下たちと共にスフィア・シティに入る。そして奇跡の間にて自身の野望を語り、さらにはユリアに「神の子を産んでもらう」と宣ったことでケンシロウの逆鱗に触れ、死闘の末に敗北。最期は機械化していない半身に秘孔を突かれ、「お前は神にはなれん。神は死なん。だが、お前はもう死んでいる」と言い放たれて破裂、死亡する。
凶王 / ナダイ
声 - 小原雅人（刑務官・斉藤、クリスティーナ、須藤純一〈『極』〉）
凶王軍のリーダーで拳法使い。顔を仮面で隠しているが、その正体は死んだと思われていたキサナの父で、エデンの創設者でもあるナダイである。冥斗鬼影拳という生命力を電撃に変換する拳法の使い手であり自身の秘孔を冥斗鬼影拳で突くことで鬼のような姿に変貌し自身の力を強化することができる。またラオウの配下であり生命力を電撃に変換することができる自身のみがスフィア・シティの扉を開くことができるため彼からエデンの管理を任されていた。軍を率いてエデンを襲撃しているが、その目的はスフィア・シティの様子を定期的に確認するためで、凶王として軍を組織したのはエデンを狙う野盗を自身の支配下に置くことで襲撃をコントロールするためであった。過去にはキサナの母を殺しておりさらにミサイルの発射装置を隠すためにジャグレとライラとタルーガの家族を殺害している。
終盤、間近に迫った核ミサイル発射を阻止するべく、奇跡の間で眠るユリアを目覚める前に殺害に向かうという苦渋の決断を下す。しかしケンシロウに「別の道があるはず」と止められ、直後に本性を現したタルーガに撃たれる。ケンシロウとタルーガとの決着後は、奇跡の間で最期の時を迎えようとしていたケンシロウとユリアの元に駆け付け、2人をポッドへと押し込んでその命を救う。それにより、命を落としたかと思われたが、クリア後のサイドミッションで生きていたことが判明。これからは1人の拳士として拳を極めていくことをケンシロウに伝える。
チョグレ
ジャグレの弟子と名乗るモヒカン少年。将来の夢は衛兵隊長。シナリオを進行させアジトが利用可能になるとアジトの眼の前に出現する。龍が如くシリーズに登場する「ボブ宇都宮」の役目を果たしており、ダウンロード特典などはここから受け取る。
ヨスミ
エデンの西側に位置する高地の集落に住む老人。村を救うために種もみを集めていた所を暴漢に襲われるが、ケンシロウに助けられる。その後は物々交換の店を開業する。

#### ナイトクラブ
ヒナ
ナイトクラブの新人キャスト。人見知りで対人恐怖症を煩っているため、売り上げでは最下位に留まっている。後に指導係となったケンシロウのアドバイスによって、才能を開花させるようになっていく。
エマ
カジノのオーナーの娘。ヒナからスカウトを受けるもナイトクラブの仕事を「男達の欲望をくすぐり金を稼ぐ仕事」と見下した発言し、それに怒ったヒナに対して「ボディガードを満足させてみろ」と挑発するも失敗し、帰路につく途中に暴漢に襲われたところをケンシロウに助けられる。その後、ケンシロウの強さに惹かれてボディーガードにスカウトするも断られたため、彼に守ってもらうために自ナイトクラブのキャストとして働くようになる。
リズ
エデンにある大樹に祈りを捧げている女性。自らを庇って命を落とした婚約者がおり、彼の思い出と罪を背負って生きるために笑顔を捨てているため、自らを「笑ってはいけない人間」と評している。ヒナからスカウトを受けるも一度は断るが、ヒナが「私の姉も同じ理由で命を落とした」と明かしたことで恋人が自身の幸せを願っていたことに気づき、人々を笑顔にするためにナイトクラブのキャストとして働くようになる。
ブライト
厳つい顔立ちをした女性。自分の容姿にコンプレックスを抱いており、顔立ちの良い女性に対して憎しみを抱いている。この世に必要なものは「力」であることを証明するためにヒナを誘拐するも、駆けつけたケンシロウに手下を倒されて失敗する。その後、ケンシロウの説得によって改心しナイトクラブのキャストとして働くようになる。
ヒナの義兄
ナイトクラブの元黒服で、ヒナの姉の婚約者。かつてナイトクラブのキャストだったヒナの姉と婚約していたがそれを恨んだ常連客に殺害されたショックで辞め、その憎しみからナイトクラブを潰そうと目論むようになる。ヒナがナイトクラブのキャストになっていることを知り、キャストの関係者を唆すなどをして彼女を無理矢理にでも辞めさせようとするも失敗し、自棄になりケンシロウを殺そうとするも返り討ちにされる。その後は、ヒナから姉の真意とナイトクラブの存在理由を知り改心した。

#### 賞金首
ジルド
賞金首の一人。かつてはエデンの住む大工だったが、弟が衛兵を殺害した罪で収監されたことを聞き、弟の無実を訴え続けたが当時衛兵を務めていたジャグレに聞き入れてもらず、最終的に死亡させたためにジャグレを恨んでいる。その後は復讐のために隊商のザムザを脅したり刺客を送り込むなど暗躍するもケンシロウによって失敗に終わり、乗り込んできたジャグレを殺そうとしたが駆けつけたケンシロウによって殺された。
イスカ / リッパー
エデン衛兵副隊長。隊長のジャグレとは同期であり、親友でもある。賞金首の情報を管理し、ケンシロウに賞金首討伐を依頼する。
恋人フィオを殺した殺人鬼「リッパー」討伐に執念を燃やすが、実は彼こそがリッパーで、賞金首のシステムを作ったのも衛兵隊に入るリッパーの情報を操作するためであった。ケンシロウに賞金首討伐を依頼した真の目的も北斗神拳を盗むことでより美しい殺しを実現するためであり、廃ビルにケンシロウを呼び出し激突するも敗れる。駆けつけたジャグレに恋人を殺した時の真相を打ち明け、引導を渡される。
ハーデス
賞金首の一人で「世紀末サーカス団」という無法者集団を統べる男。「パフォーマンス」と称して街を襲撃しては恐怖に逃げ惑う人々を見て愉悦に浸るという愉快犯である。エデンを襲撃するも、ケンシロウによって手下共々全滅させられた。

#### バギーレース
カンナ
バギーレースのメカニックを務める女性。プライドは高いが、メカニックとしての腕前は一流である。レースに参加したケンシロウの腕を見込んでスカウトしようとするも断られたため、彼にレース勝負を申し込むも専属のレーサーは悉く敗北し、最後の対決でも敗北し、ケンシロウとバットの腕を認めたセルビーと結婚してメカニックからは引退することを宣言して去っていった。
その後は、ディエゴに拉致されるが、ケンシロウに救助された。
ディエゴ
カンナのレースチームに所属するレーサー。冷静沈着な性格と高い分析力から「クール・ディエゴ」の異名を持つが、データのみを重視する余りに信頼や絆の力を唾棄したり、バギーの強奪をするなどの卑劣な手段も平気で行う。ケンシロウとのレース勝負に敗北後は負けを認めようとしない往生際の悪さをカンナに嗜まれたためにカンナと決別する。二度目の登場では醜悪な本性を露わにし、二度目のレース対決での敗北後も負けを認めようとせずに、実力行使に出るも一蹴された。

### その他
コマキ（古牧宗太郎）
古牧流古武術の継承者。北斗神拳の噂を聞き、ケンシロウに挑戦する。撃破後は闘技場にて再戦が可能｡
アモン（亜門丈）
条件を満たす（サイドミッションを完了する）と登場する異界からの刺客であり、お馴染みの隠しボス。自身の一族の暗殺術こそが最強と自負し、一子相伝の最強の暗殺拳とされる北斗神拳を伝承者ごと葬るべく戦いを挑んでくる。今作についてはデビルリバースの巨大化を使いこなしたり、バギーレースが展開される｡最期は戦いの中でケンシロウに秘孔を突かれたことにより、「せがぁっ!?」という断末魔を上げて死亡する。
ナレーション
声 - 山寺宏一（秋山駿）

## ゲームシステム
バトルシステムは龍が如くに似たアクション性になっており、アドベンチャーに関しても龍が如くの世界観が色濃く反映されている。

### バトル
秘孔アクション
龍が如くシリーズにおける「ヒートアクション」に変わるシステム。敵の秘孔を突くことで奥義が発動可能になり、本作オリジナル奥義を含む様々な北斗神拳を繰り出して敵に大ダメージを与える。また、タイミング良く秘孔を突くことで「ジャスト秘孔」となり、成功させると断末魔の叫び（「あべし」や「ひでぶ」など）の文字が浮き上がり、ゲージを回復させるアイテムに変化したり、文字自体を拾って武器（ひで武器）にしたりすることができる。
バースト
北斗七星を象った七星ゲージを最大まで溜めることでバースト状態が発動可能になり、バースト状態になると一時的に能力が上がり、ジャンプで攻撃を回避したり闘気を敵に向かって放つといったアクションが可能になる。七星ゲージは敵を倒していくことで溜まっていくが、奥義やジャスト秘孔によってより効率的に溜めることができる。
宿星護符
ケンシロウが様々なキャラクターの力を使えるアイテム的存在のシステム。キャラクターによって能力や発動条件が異なり、バトル以外にも荒野やバギーレースで効果を発揮する護符もある。

### アドベンチャー
ヒャッハーラリー
バギーを改造して荒野を探索したりレースに参加できる。
バーテンダー・ケン
ケンシロウがバーテンダーになり、酒場を訪れる客に酒を提供する。
客の中には店を運営する住民も含まれており「馴染み度」が上昇すると、売り出される商品、提供される料理が増えていく。
デス・バッティング
バイクで突っ込んでくる無法者を鉄柱で吹っ飛ばしていく。
ケンシロウ・クリニック
リハクが不在となった診療所の医師を任されたケンシロウが、訪れる患者を様々な楽曲に乗せて秘孔で治療したり無法者を倒していく。
黒服ケンシロウ
ある事情から莫大な借金を背負ったケンシロウが返済のためナイトクラブの黒服になる。
スタート時はキャストが4人しかいないが、ミッションを進めたりエデンや荒野でスカウトすることでキャストが増えていく。
レトロゲーム
荒野ではセガ・マークIII版北斗の拳、アウトラン、スーパーハングオン、スペースハリアーと言ったゲームを発見することがあり、発見したゲームはエデン内のゲームセンターでプレイできる。
商売人ケン
エデン内の店を手伝っているリンの元へ頼まれた品物の仕入れを行う。
カジノ
チップを用いて3種類のトランプゲームとルーレットがプレイでき、集めたチップでアイテムと交換できる。
コロセウム
異なるルールで複数の敵を相手にする囚人闘技と、敵と1対1で戦う決闘がある。

## 舞台
エデン
水や電気といった旧文明の恵みがもたらされている街。イディアルという通貨を用いた取引が行われている。ナダイによって襲撃を防ぐための防壁が築かれており、入るには通行証が必要。
街はバザール通り、カジノ通り、ジャンク街、カテドラル、ナイトクラブ、コロセウムといったスポットがあり、昼と夜で別の顔を見せる。
スフィア・シティ
ナダイによって発見された、エデンに恩恵をもたらしていると言われているドーム型の巨大建築物。秘密を知ることは最大のタブーとなっている。その正体は旧文明の軍事施設で「奇跡の間」と呼ばれる場所には核ミサイルの発射装置が隠されており、そこにあるあらゆる傷を治療するポッドに人が眠りに入ることで発射するためのエネルギーがチャージされ、入っている人物が眠りから目覚めるとミサイルが発射される仕組みになっている。また台座の近くにある赤いボタンを押すと扉が閉まり防衛システムが作動することで、ミサイルが発射されても外部は被害を免れるが、内部にいる人間は助からない。
鬼憑き村
スフィア・シティを見降ろせる山の上に存在する集落。村の中は霧に包まれ、鬼憑きと呼ばれる凶暴化した住人の巣窟と化している。
鬼憑きの正体は、凶王の冥斗鬼影拳を受け精神を破壊された人間のなれの果ての姿。

## 楽曲
- エンディング：Pete Klassen「Receive You 〜North Star〜」

### 世紀末プレミアムエディション追加BGM
- クリスタルキング「愛をとりもどせ!!」
- TOM★CAT「TOUGH BOY」